# Kadirampalli, Srinivaspur
Kadirampalli là một làng thuộc tehsil Srinivaspur, huyện Kolar, bang Karnataka, Ấn Độ.